# 奈良県立御所工業高等学校
奈良県立御所工業高等学校（ならけんりつ ごせこうぎょうこうとうがっこう、英: Nara Prefectural Gose Technical High School）は、かつて奈良県御所市に存在していた公立工業高等学校。
奈良県の高校再編により、2007年（平成19年）に奈良県立御所東高等学校と合併し奈良県立御所実業高等学校が新設された。同時に御所工業高校としての募集を停止し、経過措置として在校生（2006年（平成18年）4月入学生）の卒業まで存続され、2009年（平成21年）3月に閉校した。

## 概要
歴史
1899年（明治32年）創立の「奈良県染色講習所」を前身とする。その後工業学校を経て、1948年（昭和23年）4月の学制改革により、新制工業高等学校「奈良県立御所工業高等学校」となった。その後、「奈良県立御所高等学校工業課程」、「奈良県立御所実業高等学校」（初代）を経て、1958年（昭和33年）に農業課程が分離し、再び「奈良県立御所工業高等学校」となった。2007年（平成19年）にはかつての農業課程を前身とする奈良県立御所東高等学校との統合により、「奈良県立御所実業高等学校」（二代目）が新設されたため、御所工業高校としての募集を停止し、2009年（平成21年）3月に110年の歴史に幕を下ろして閉校した。
設置課程・学科
全日制課程 4学科
- 機械科
- 電気科
- 土木科
- 薬学科

校訓
「誠実・剛健・創造」

## 沿革
前史
- 1896年（明治29年）5月23日 - 「奈良県短期染色講習所」が県内10ヶ所において巡回開催される。
- 1898年（明治31年）5月7日 - 「南葛城郡実業補習学校」が設置される。農科と工科を設置。

旧制・工業学校時代
- 1899年（明治32年）10月1日 - 工科が「奈良県染色講習所」として分離する（創立年）。
- 1900年（明治33年）4月20日 - 「奈良県染織講習所」に改称（色が織に変わる）。
- 1901年（明治34年）
  - 4月1日 - 「奈良県工業学校」に改称。染織科（予科・本科・別科・専攻科）を設置。
  - 5月21日 - 「奈良県立工業学校」に改称。
- 1903年（明治36年）4月1日 - 漆工科と木工科別科を設置。
- 1907年（明治40年）3月31日 - 漆工科と木工科別科を廃止。
- 1914年（大正3年）4月1日 - 染織科選科を設置。
- 1924年（大正13年）4月1日 - 「奈良県立御所工業学校」と改称。
- 1938年（昭和13年）4月1日 - 応用化学科を新設。
- 1939年（昭和14年）4月12日 - 応用化学科第二本科を新設。
- 1944年（昭和19年）4月14日 - 機械科を新設。応用化学科を工業化学科に改組。染織科を廃止。
- 1946年（昭和21年）4月1日 - 染織科が復活。応用化学科第二本科を廃止。

新制高等学校
- 1948年（昭和23年）
  - 4月1日 - 学制改革（六・三・三制の実施）により工業学校が廃止され、新制高等学校「奈良県立御所工業高等学校」が発足。
  - 9月1日 - 高校三原則に基づく公立高等学校の統合・再編が行われる。
    - 奈良県立御所高等学校（女子校）、奈良県立御所農業高等学校の2校と統合され、総合制の「奈良県立御所高等学校」が発足。
      - 通常制普通課程・工業課程（染織科・工業化学科・機械科）・農業課程（農科・農業土木科）が設置される。
- 1949年（昭和24年）4月1日 - 定時制染織科を設置。
- 1950年（昭和25年）4月1日 - 農業土木科を工業土木科に改編。
- 1952年（昭和27年）4月1日 - 総合制が解消され、工業課程と農業課程が分離し、「奈良県立御所実業高等学校」として独立。薬業科を新設。
- 1958年（昭和33年）4月1日 - 農業課程が分離し御所市立御所農業高等学校として独立したため、「奈良県立御所工業高等学校」に改称。
  - 工業土木科を土木科に改組。
- 1962年（昭和37年）3月 - 第34回選抜高等学校野球大会（春のセンバツ甲子園）に出場。
- 1963年（昭和38年）
  - 3月 - 第35回選抜高等学校野球大会に出場。
  - 4月1日 - 薬業科を薬学科に改組。電気科を新設。
- 1964年（昭和39年）3月31日 - 定時制課程の染織科を廃止。
- 1976年（昭和51年）3月31日 - 全日制課程の染織科を廃止。
- 1986年（昭和61年）3月31日 - 工業化学科を廃止。
- 2007年（平成19年）4月1日 - 奈良県立御所東高等学校との統合により、奈良県立御所実業高等学校が新設される。
  - 御所工業高校としての募集は停止される。ただし、経過措置として在校生（2006年（平成18年）4月入学生）が卒業するまで存続される。
  - 校舎・校地は奈良県立御所実業高等学校と共用（併設）し、「奈良県立御所工業高等学校・奈良県立御所実業高等学校」となる。
  - 機械科は「機械工学科」、電気科は「電気工学科」、土木科は「都市工学科」、薬学科は「薬品科学科」として継承される。
- 2008年（平成20年）1月 - 第88回全国高等学校ラグビーフットボール大会で「御所工業・実業」として出場し、準優勝となる。
- 2009年（平成21年）3月31日 - 奈良県立御所工業高等学校が閉校。校舎・校地等を御所実業高等学校に移管。

## その他
日本で初めてオートバイを製作した技術者、島津楢蔵を輩出している。大阪市東区平野町の貴金属商「丹金」の跡取りで、1910年にモーターサイクル用発動機を作り、1916年の日本初の飛行機用発動機製作奨励懸賞競技会で唯一合格した。

## 著名な出身者
- 元田昌義（元プロ野球選手）
- 東田正義 - 元西鉄ライオンズ選手
- 忍全功（元プロ野球選手）
- 伊達泰司（元プロ野球選手）
- 松村彰士（元プロ野球選手）
- 奥田浩也 - ラグビー選手、北海道バーバリアンズ所属
- 菊谷崇 - ラグビー選手、日本代表、キヤノンイーグルス所属
- 森功至 - ラグビー選手、クボタスピアーズ所属
- 小西大樹 - ラグビー選手、豊田自動織機シャトルズ所属
- 岸和田玲央 - ラグビー選手、U19日本代表、元サントリーサンゴリアス所属
- 森田佳寿 - ラグビー選手、東芝ブレイブルーパス所属
- 土井貴弘 - ラグビー選手、NECグリーンロケッツ所属
- 西村渉 - ラグビー選手、NTTコミュニケーションズシャイニングアークス所属
- 吉井耕平 - ラグビー選手、U20日本代表、近鉄ライナーズ所属
- 和田源太 - ラグビー選手
- 高松勇 - ダイドードリンコ創業者

## 交通
- JR西日本和歌山線 「玉手駅」